# North Sea NS-7
Le North Sea NS-7 est un dirigeable d'observation de la Première Guerre mondiale. Il est propulsé par deux moteurs Fiat de 260 ch chacun.